# Macaronesië

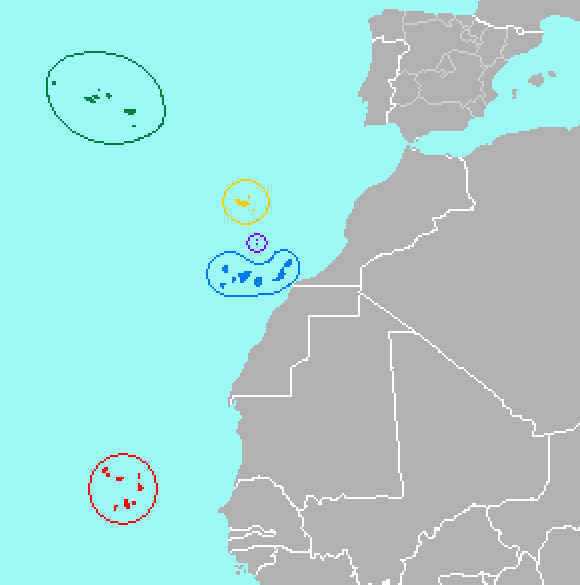
Kaart van Macaronesië
Van noord naar zuid: Azoren (groen); Madeira (geel); Ilhas Selvagens (paars); Canarische Eilanden (blauw) en Kaapverdië (rood)

Macaronesië (Spaans en Portugees: Macaronesia) is de verzamelnaam voor een aantal archipels in de oostelijke Atlantische Oceaan, ten westen van West-Afrika en Portugal. 
Tot de groep behoren de Canarische Eilanden, Kaapverdië, de Azoren en Madeira en ook de onbevolkte Ilhas Selvagens, die bestuurlijk bij Madeira gerekend worden. 
De eilanden zijn van vulkanische oorsprong en hebben opvallend veel gemeen qua planten- en dierenwereld, ondanks de grote onderlinge afstanden. De afstand van het noorden van de Azoren tot het zuiden van Kaapverdië is meer dan 2800 kilometer, vergelijkbaar met de afstand Stockholm-Cyprus of Brussel-Spitsbergen. 
De eilanden liggen op de Afrikaanse Plaat, met uitzondering van de Azoren: die liggen op de scheiding tussen de Afrikaanse Plaat en de Euraziatische Plaat. 
Kaapverdië is lid van de Afrikaanse Unie, maar de andere groepen vormen een ultraperifeer gebied van de Europese Unie, waar bepaalde uitzonderingen mogelijk zijn op de regels van de EU.  

## Etymologie
De benaming Macaronesië komt van het Grieks μακάρων makárōn, gelukkig en νῆσοι nēsoi, eilanden. Macaronesië betekent dus gelukkige eilanden.

## Macaronesische eilanden
De volgende eilandengroepen worden onder Macaronesië gerekend:
| Vlag | Naam eiland         | Hoofdstad                | Oppervlakte (km²) | Taal      | Huidige land  | Tijdzone |
| ---- | ------------------- | ------------------------ | ----------------- | --------- | ------------- | -------- |
|      | Canarische Eilanden | Santa Cruz en Las Palmas | 7.447 km²         | Spaans    | Spanje        | UTC      |
|      | Kaapverdië          | Praia                    | 4.033 km²         | Portugees | Onafhankelijk | UTC−1    |
|      | Azoren              | Ponta Delgada            | 2.247 km²         | Portugees | Portugal      | UTC−1    |
|      | Madeira             | Funchal                  | 740,7 km²         | Portugees | Portugal      | UTC      |